# Fußball-Megaphon
Das Fußball-Megaphon war eine deutsche Fußballfachzeitschrift und befasste sich mit Berichten zu den Berliner Gauliga- und Bezirksklassenspielen im Fußball. 
Das Magazin wurde 1927 erstmals herausgegeben und 1943 kriegsbedingt vom Markt genommen. Gründer der Zeitschrift war der Berliner Verleger Leonard Ehrlich (1897–1975). Es musste aber aus politischen Gründen den Verlag abgeben und "Das Fußball-Megaphon" erschien in den dreißiger Jahren im Verlag Emil Wernitz. Das Fußball-Megaphon hatte 1939 eine wöchentliche Auflage von 14.200.